# Metropolia wraczańska
Metropolia wraczańska – jedna z eparchii Bułgarskiego Kościoła Prawosławnego, ze stolicą we Wracy. Jej obecnym ordynariuszem jest metropolita Grzegorz (Cwetkow), zaś funkcję katedry pełni sobór Dwunastu Apostołów we Wracy.
Eparchia prawosławna we Wracy istniała już w drugim państwie bułgarskim i po jego upadku została wcielona do Patriarchatu Konstantynopolitańskiego. W obecnym kształcie została ponownie powołana do życia w momencie powstania Egzarchatu Bułgarskiego w 1872.

## Biskupi
- Awerkiusz (Byzajtow), 1872–1874
- Konstantyn (Malinkow), 1884–1912
- Klemens (Sziwaczew), 1914–1930
- Paisjusz (Ankow), 1930–1974
- Kalinik (Aleksandrow), 1974–1992
- Ignacy (Dimow), 1992–1998
- Kalinik (Aleksandrow), 1998–2016
- Grzegorz (Cwetkow), od 2017